# 平野川信號場

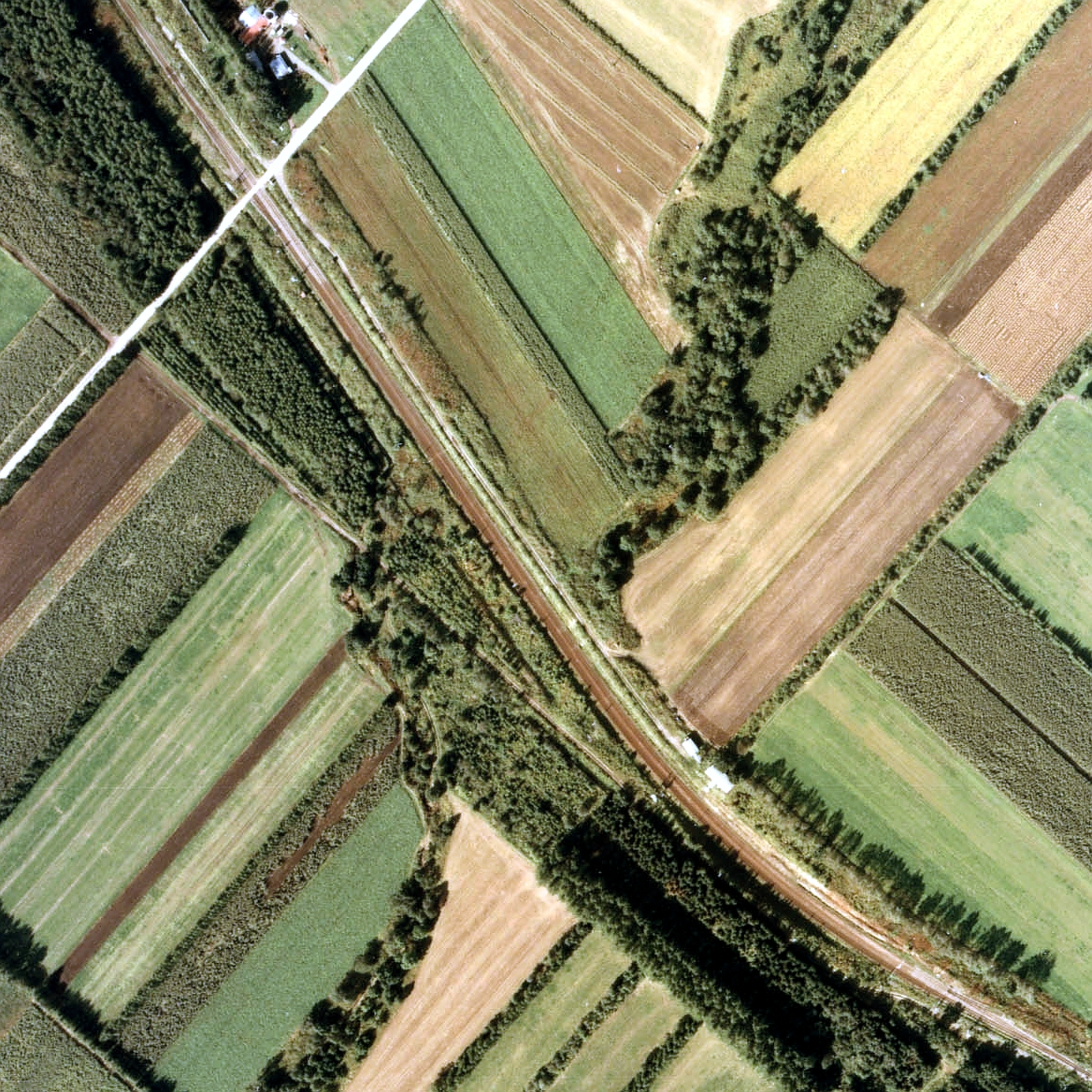
1977年平野川信號場與周邊約500米範圍。右下方為根室方向。

平野川信號場（日语：／ Hiranogawa Shingō-jō */?）是位於北海道上川郡清水町字羽帶町，北海道旅客鐵道（JR北海道）根室本線的號誌站。事務管理碼為▲110457。

## 歷史
- 1965年（昭和40年）9月30日：日本國有鐵道開設此號誌站[3][2]。當時設有職員當值。
- 1967年（昭和42年）10月1日：號誌站無人化。
- 1987年（昭和62年）4月1日 - 因國鐵分割民營化，本站成為北海道旅客鐵道的號誌站[1]。
- 1994年（平成6年）度：隨著石勝線與根室線高速化工程，該年度站內進行改善工程[4]。
- 2013年（平成24年）7月22日：在此號誌站停靠中，從札幌出發前往帶廣的「超級十勝」1號的3號車廂引擎附近冒出白煙，事故原因是油洩漏出潤滑油[5]。

## 構造
此號誌站是在單線區間中，以讓列車交會而設的號誌站。靠近建築物一方為1號線（本線），上下行通過列車會使用1號線，待避列車使用2號線。

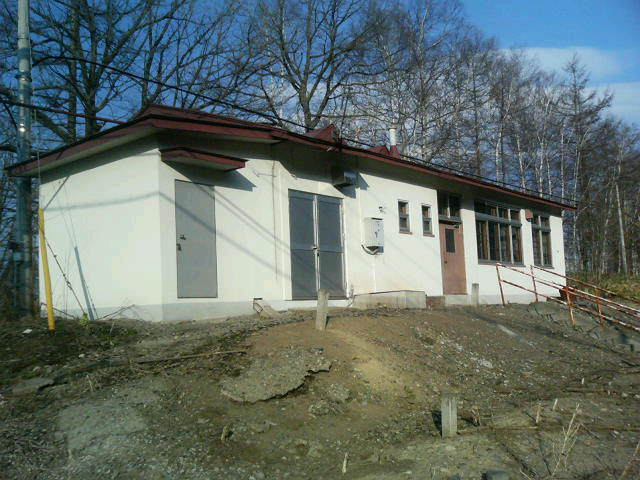
建築物（2006年5月）

## 周邊
號誌站周邊都是農地。
- 國道38號

## 相鄰車站
北海道旅客鐵道（JR北海道）
■根室本線
十勝清水（K24）－平野川信號場－*羽帶（K25）－御影（K26）
*刪除線為廢站

## 注腳
1. 1 2  石野哲 (编).  初版. JTB. 1998-10-01: 877. ISBN 978-4-533-02980-6 （日语）.
2. 1 2  日本国有鉄道営業局総務課 (编). . 日本国有鉄道. 1966: 232  [2022-12-10]. doi:10.11501/1873236 （日语）.
3. ↑  交通経済研究所; 運輸調査局. . 運輸と経済 (交通経済研究所). 1965-11, 25 (11): 87  [2022-05-26]. doi:10.11501/2637502 （日语）.
4. ↑  藤島, 茂. . 鉄道と電気技術 (日本鉄道電気技術協会). 1997-03, 8 (4): 68–71  [2024-04-11]. ISSN 0915-9231. doi:10.11501/3314045. （原始内容存档于2024-01-11） （日语）.
5. ↑  ＪＲ北海道 特急列車で潤滑油漏れか（日語） - NHK 2013年7月22日

## 相關項目
- 日本號誌站列表（日语：日本の信号場一覧）